# Cidades do deserto do Negueve
As Cidades do Deserto do Negueve são um grupo de quatro cidades no Deserto de Negueve declaradas Património Mundial da Unesco em 2005.
As quatro cidades nabateias de Haluza, Mansite, Obodate e Siveta, juntamente com as fortalezas associadas e paisagens agrícolas no Deserto de Negueve, são espalhadas ao longo de rotas ligando-as ao fim do Mediterrâneo das rotas do incenso e das especiarias. Juntas elas reflectem o rico comércio do olíbano e da mirra da Arábia ao Mediterrâneo, que floresceu do século III a.C. ao II d.C.. Com os vestígios dos seus sofisticados sistemas de irrigação, construções urbanas, fortes e caravançarais (estabelecimentos à beira da estrada onde os viajantes podiam descansar e recuperar da jornada do dia), são o testemunho do caminho no deserto no qual foi estabelecido um povoamento para comércio e a agricultura.